# Cat Burns
Catrina Burns-Temison (Streatham, 6 juni 2000), opererend onder de artiestennaam Cat Burns, is een Engelse zangeres.

## Biografie
Burns, die Liberiaanse wortels heeft, groeide op met een moeder die ook zangeres is. Ze volgde onderwijs aan de BRIT School in Croydon. Tijdens haar opleiding en op zestienjarige leeftijd nam Burns haar debuut-EP Adolescent op, die uitkwam in 2016. In 2019 volgde de EP Naive. 
Tijdens de COVID-19-lockdown in 2020 ging Burns' nummer Go viraal op TikTok. Dit leverde haar een platencontract op bij Since 93, een dochteronderneming van RCA Records. Twee jaar later, in 2022, bereikte het lied de tweede plek van de UK Singles Chart. Datzelfde jaar verscheen haar EP Emotionally Unavailable en vergezelde ze diverse artiesten op hun tournees. Zo stond ze enkele malen in Ed Sheerans voorprogramma tijdens diens Mathematics Tour. In 2023 was Burns in drie categorieën genomineerd voor een Brit Award.
Burns' debuutalbum Early Twenties kwam uit in 2024. Het behaalde de zevende plaats in de UK Albums Chart.

## Discografie
Albums
- 2024: Early Twenties

EP's
- 2016: Adolescent
- 2019: Naive
- 2022: Emotionally Unavailable